# Ngöbe-Buglé
Ngöbe-Buglé – region autonomiczny (comarca) w zachodniej części Panamy. Stolica: Llano Tugrí. Ludność: 213 860 (2018, szacowana), powierzchnia: 4 643,9 km². Położony jest nad Oceanem Atlantyckim.  Od zachodu graniczy z prowincją Bocas del Toro, od południa z prowincją Chiriquí od wschodu z prowincją Veraguas. Istnieje od 1997 roku. Zamieszkany jest przez Indian Ngöbe. Wskaźnik rozwoju społecznego HDI: 0,447 (niski) - najniższy w Panamie